# Gararu (ort)
Gararu är en ort i Brasilien.   Den ligger i kommunen Gararu och delstaten Sergipe, i den östra delen av landet, 1 300 km nordost om huvudstaden Brasília. Gararu ligger 17 meter över havet och antalet invånare är 2 977.
Terrängen runt Gararu är platt åt nordväst, men åt sydost är den kuperad. Gararu ligger nere i en dal. Runt Gararu är det ganska glesbefolkat, med 40 invånare per kvadratkilometer.. Närmaste större samhälle är Traipu, 8,8 km öster om Gararu.
Omgivningarna runt Gararu är huvudsakligen savann.